# Pierre Martinet (agent secret)
Pour les articles homonymes, voir Martinet et Pierre Martinet.
Pierre Martinet, né le 18 avril 1964, est ancien sous-officier instructeur parachutiste (sergent-chef) et ancien agent du Service action de la DGSE.

## Parcours professionnel
Pierre Martinet a d'abord été soldat au 3e RPIMa avant d'intégrer le Service action. Il  quitte les services en septembre 2001 pour travailler dans le secteur privé, au service « Sécurité » de la chaîne Canal+. Son livre Service Action : Un agent sort de l'ombre, publié au printemps 2005, provoque le scandale. Il y révèle que la direction de Canal+ l'a employé pour espionner Bruno Gaccio, rédacteur en chef de l'émission Les Guignols de l'info. Il y révèle également le quotidien des agents du renseignement en France, et casse le mythe de l'espion James Bond.
Il publie en 2006 un deuxième livre : De l'ombre à la lumière. Il est par ailleurs éditeur, notamment du journaliste controversé Jean-Paul Ney.
Il travaille depuis dans le domaine de la sécurité privée et exerce une activité de consultant. Il participe ainsi, avec la société Corpguard, et à la formation d'unités de l'armée ivoirienne au milieu des années 1990,.

## Affaires judiciaires

### Condamnation pour atteinte au secret de la défense nationale
Le tollé provoqué par ses révélations, ajouté aux informations qu'il fournit dans son livre Service Action : Un agent sort de l'ombre au sujet de la formation et des missions des agents de la DGSE, amène la ministre de la Défense, Michèle Alliot-Marie, à saisir le procureur de la République de Paris, Jean-Claude Marin, pour « atteinte au secret de la défense nationale ». Le 18 octobre 2005, Pierre Martinet est arrêté à son domicile par la DST et placé en garde à vue. Il est libéré le surlendemain matin. Le 2 juin 2006, le procureur de la République requiert 8 à 10 mois de prison avec sursis et 15 000 euros d'amende à son encontre. Le 16 juin 2006, il est finalement condamné à 6 mois de prison avec sursis et 10 000 euros d'amende par le tribunal correctionnel de Paris. 

### Témoin de la mort de Pierre Marziali
Le 18 avril 2011 pendant la révolution libyenne, il arrive en Libye. Il rejoint Pierre Marziali, fondateur de la société militaire privée Secopex, à Benghazi le 11 mai avec trois autres employés pour signer des contrats de sécurité privés. Pris à partie par un groupe armé non identifié, son collègue Pierre Marziali est tué d’une balle dans le dos dans des circonstances floues. Pierre Martinet aurait été ensuite kidnappé et torturé, puis finalement libéré après des interventions diplomatiques.
En août 2011, une plainte contre X pour meurtre est annoncée en France afin de connaitre la vérité sur l'affaire Pierre Marziali. Pierre Martinet y est cité comme témoin.

### Condamnation pour atteinte à l'intimité de la vie privée
Le 1er décembre 2011, il est condamné par la 17e chambre correctionnelle de Paris à 15 mois de prison avec sursis et 5 000 euros d'amende dans l'affaire de l'« Espionnage de Bruno Gaccio ».

### Condamnation pour recel de violation du secret professionnel
En janvier 2016, il est mis en cause dans la diffusion de l’identité des frères Kouachi. Il est accusé de « recel de violation du secret professionnel ». Ces révélations, selon le procureur de la République de Paris, François Molins, avaient fait « disparaître tout espoir de surprise ». Le 12 octobre 2016, il est condamné à 3 000 euros d'amende, en même temps que Jean-Paul Ney.

## Ouvrages
- DGSE Service Action : Un agent sort de l'ombre, Paris, Privé, 28 avril 2005, 385 p. (ISBN 978-2-35076-020-9, OCLC 470094403, BNF 39963166)
- De l'ombre à la lumière, Paris, Privé, 16 novembre 2006, 163 p. (ISBN 978-2-35076-042-1, OCLC 470724097, BNF 41000924)
- Cellule Delta, Paris, Flammarion, 18 avril 2012, 263 p. (ISBN 978-2-08-125095-6, OCLC 798388363, BNF 42670488)
- Opération Sabre d'Allah : Cellule Delta, Monaco, Éditions du Rocher, coll. « Service Action », 7 mars 2013, 240 p. (ISBN 978-2-268-07522-8, BNF 43567531)
- Pris en otage : Un agent du Service Action raconte, Paris, Mareuil Éditions, 27 octobre 2022, 262 p. (ISBN 978-2-37254-269-2)